# Bogusław Pietrulewicz
Bogusław Pietrulewicz (ur. 1950, zm. 11 lipca 2025) – polski inżynier i zawodoznawca, doktor habilitowany., profesor UZ.

## Życiorys
W 1974 r. został licencjatem w Wyższej Szkole Nauczycielskiej w Zielonej Górze, a w 1976 r. ukończył studia wychowania technicznego w Wyższej Szkole Pedagogicznej im. Powstańców Śląskich w Opolu, w 1986 r. obronił pracę doktorską, w 1994 r. habilitował się.
Był pracownikiem naukowym w Wyższej Szkole Pedagogiczno-Technicznej w Koninie, oraz prezesem Polskiego Towarzystwa Profesjologicznego.